# 三嶋与夢
三嶋 与夢（みしま よむ）は、日本のライトノベル作家。旧ペンネームは「わい」。

## 人物
出身は鹿児島県の離島。
小説の執筆は、パソコンを買ったときにタッチタイピングの練習として書き始めたのがきっかけで、後にウェブサイトでの投稿を機に始めた。2019年9月時点では、小説投稿サイト「小説家になろう」に投稿し始めてから7年が経っていたという。
影響を受けた本に、エッセイ本の『心は実験できるか 20世紀心理学実験物語』を挙げている。
2020年4月27日にスタートした「こどもノベル・プロジェクト」に参加している。

## 作品

### わい名義
- ドラグーン 〜竜騎士への道〜 （イラスト：屡那・つくぐ、MFブックス〈KADOKAWA〉）[6]
- 脇役勇者は光り輝け （イラスト：狛蜜ザキ、2015年9月1日発売、ISBN 978-4-906878-45-1、フリーダムノベル〈林檎プロモーション〉）[7]

### 三嶋与夢名義
- セブンス （イラスト：ともぞ、ヒーロー文庫〈イマジカインフォス〉）[8]
- 乙女ゲー世界はモブに厳しい世界です （イラスト：孟達、GCノベルズ〈マイクロマガジン社〉）[9]
- 俺は星間国家の悪徳領主！ （イラスト：高峰ナダレ、オーバーラップ文庫〈オーバーラップ〉）[10]
- 孤島の学園迷宮 （イラスト：せんむ、2020年2月5日、ISBN 978-4-910040-34-9、LINE文庫エッジ〈LINE〉）[11]
- 二ひきのしあわせなネコ（2020年5月8日[12]、こどもノベル・プロジェクト（ヒーロー文庫公式Webサイト））
- フェアリー・バレット－機巧乙女と偽獣兵士－（イラスト：itaco、GCN文庫〈マイクロマガジン社〉）[13]